# ایگرسهایم
ایگرسهایم (به آلمانی: Igersheim) یک شهر در آلمان است که در ماین-تاوبر واقع شده‌است. ایگرسهایم ۵٬۵۰۴ نفر جمعیت دارد.